# Lom nad Rimavicou
Lom nad Rimavicou (in tedesco Sankt Anton; in ungherese Forgácsfalva) è un comune della Slovacchia facente parte del distretto di Brezno, nella regione di Banská Bystrica.

## Storia
Il villaggio è stato fondato nel 1799 dai conti Forgács.